# نفق جبل طارق

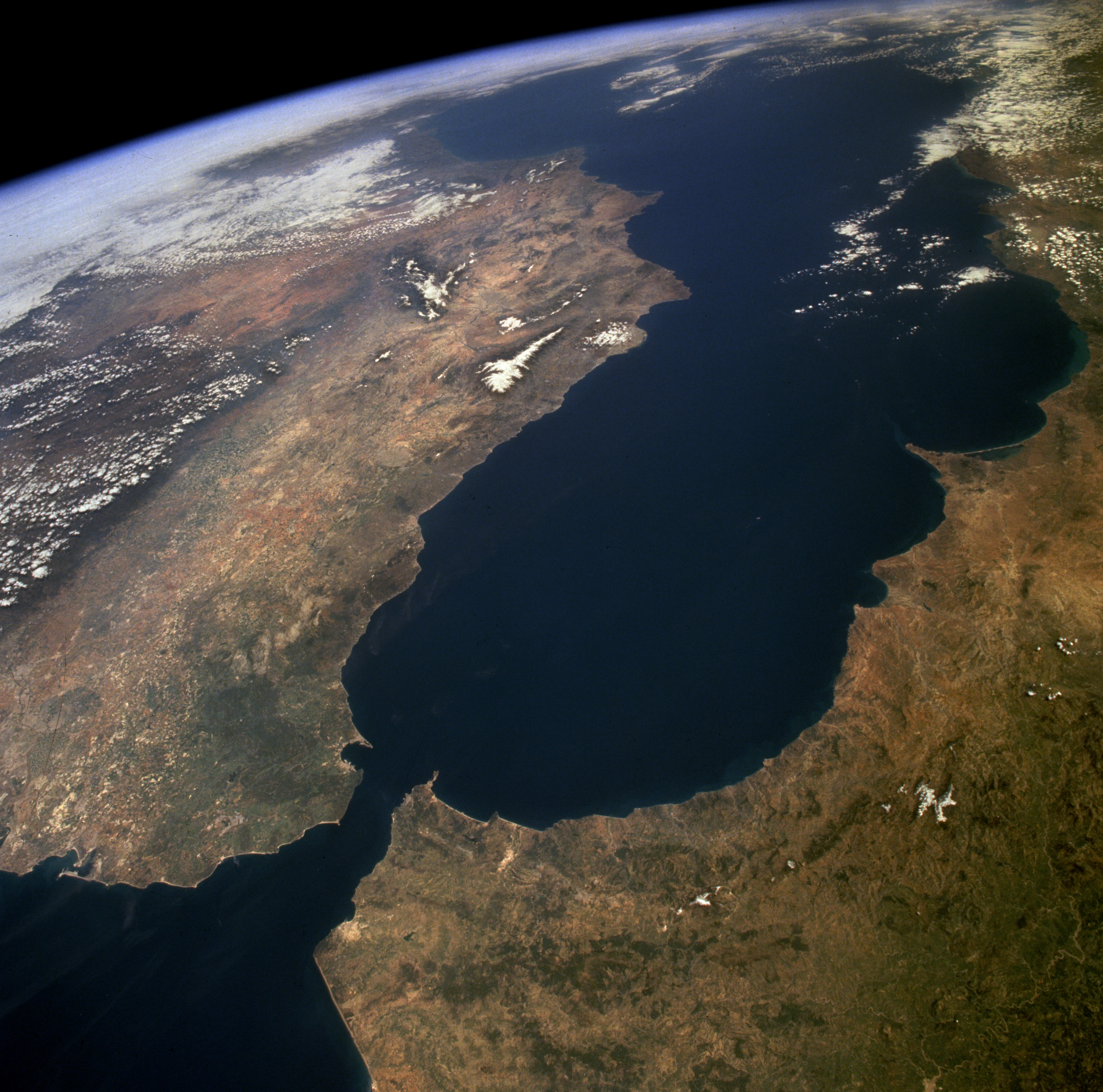
صورة من الفضاء لمضيق جبل طارق

نفق جبل طارق هو نفق للسكك الحديدية يقترح ربط بين طنجة بالمغرب وإسبانيا تحت مضيق جبل طارق . على غرار نموذج نفق بحر المانش، مما قد يكون الأداة لربط أفريقيا وأوروبا عبر شبكات الطرق.
فكرة الربط عبر جسر أو نفق عبر مضيق جبل طارق قائمة منذ الثمانينات.
ظلت الحكومتان الإسبانية والمغربية بالاشتراك في التحقيق في جدوى إنشاء نفق تحت المضيق، على غرار النفق بين بريطانيا وفرنسا.
تخلت حاليا على فكرة إنشاء نفق لطريق مركبات البنزين/ديزل بسبب التحدي الهندسي القائم لتخطيط التهوية للغازات المنبعثة من عوادم السيارات من نفق بحوالي 14 كيلومترات (8.7 ميل). دراسة جديدة عمرها ثلاث سنوات لنفق للسكك الحديد اعلنت في عام 2003. تحت المضيق حيث يمتد إلى عمق 900 متر (3000 قدم)، وحوالي 14 كيلومترات (8.7 ميل) في نطاق اضيق نقطة. المشروع سيمول من قبل الشركتان للقطاع العام في كل من إسبانيا والمغرب.
وفي الوقت الذي تستعد كل من المغرب والبرتغال وإسبانيا لاستضافة كأس العالم 2030، قالت الشركة الوطنية المغربية لدراسات مضيق جبل طارق، إن العمل جار لاستكشاف العناصر التمويلية والإستراتيجية للمشروع، وفي مارس/آذار الماضي، التقى وزير التجهيز والماء المغربي نزار بركة، وزير النقل الإسباني أوسكار بوينتي، لبحث الأمر.
ويمتد الجزء تحت الماء من النفق على مسافة 17 ميلا (28 كيلومترا) بعمق أقصى يبلغ 1550 قدما (475 مترا)، ويربط بونتا بالوما، غرب طريفة، مع مالاباتا شمالي المغرب، شرق طنجة، وفق الصحيفة البريطانية.
ومن غير المعروف كم سيكلف إنشاء نفقين (بالإضافة إلى نفق خدمة ثالث)، وتقدّر بعض التقديرات كلفة المشروع بـ8 مليارات يورو (8.56 مليارات دولار).

## المُقترح الأول
فريق من المهندسين الأمريكيين والبريطانيين قد درسوا إمكانية بناء جسر على طول المضيق.
هذا الجسر كان مصمم بتلاقح التصميم التابث والمُعلق بارتفاع من 900 متر (3000 قدم)، حيث كان سيلقي الظل على كل الجسور المنجزة حاليا. إستُبعدت فكرة الجسر بسبب عمق المضيق (900 متر، 3000 قدما).
جسر عائم ليس خيارا صائبا، أما بسبب عدد السفن التي تمر عبر ممر جبل طارق أو التيارات الهوائية القوية في المضيق.
وهو الأمر الذي أدى إلى هذا .